# Stephanospathius ornatipes
Stephanospathius ornatipes är en stekelart som först beskrevs av Jean-Jacques Kieffer 1911.  Stephanospathius ornatipes ingår i släktet Stephanospathius och familjen bracksteklar. Inga underarter finns listade i Catalogue of Life.